# Конверсия (лингвистика)
Конве́рсия (лат. conversiō «обращение», «превращение») — способ словообразования, образование нового слова путём перехода основы в другую парадигму словоизменения. Обычно получившаяся лексема принадлежит к иной части речи. Наиболее распространена конверсия как способ словообразования в тех языках, где многие морфемы являются нулевыми, таких как английский или китайский. Например, из англ. call «звать» (с типично глагольной парадигмой англ. call, calls, called (прош. вр.), calling...) получается англ. call «зов» (с типично именной парадигмой англ. call, calls). Такое понимание конверсии (как исключительно словообразовательного процесса) предлагал, например, А. И. Смирницкий.
Существует и более широкое понимание конверсии (оно отстаивается, в частности, в работах И. А. Мельчука): она может рассматриваться как любая смена синтагматики (сочетаемости) языкового знака (не обязательно слова). При такой трактовке случаями конверсии можно считать, в частности, употребление слов одной части речи в функции других, например в русском: моё второе я (местоимение → существительное); большое спасибо (частица → существительное), столовая (прилагательное → существительное; см.: субстантивация). Такие процессы отличаются от конверсии в узком смысле не очень существенно: главным образом различие заключается в степени регулярности.
Кроме того, понятие конверсии можно прилагать и к другим языковым единицам. Так, возможно такое понимание русских пар типа ход/ходить, при котором одно из этих слов образовано от другого по конверсии, путём присоединения к основе формообразующих аффиксов соответствующей части речи. Иными словами, в слове ход, например, не выделяется нулевого суффикса — предполагается, что оно образовано путём соответствующей операции над основой глагола ходить. Другой пример (в словоизменении) можно обнаружить в испанском языке: там конъюнктив настоящего времени глаголов на -er (типа comer — «есть») образуется путём присоединения к основе суффиксов настоящего времени другого типа спряжения (на -ar, типа amar — «любить»):
| Глагол, форма наст. вр. | 1 л ед. ч. | 2 л. ед. ч. | 3 л. ед. ч. | 1 л. мн. ч. | 2 л. мн. ч. | 3 л. мн. ч. |
| ----------------------- | ---------- | ----------- | ----------- | ----------- | ----------- | ----------- |
| amar, индикатив         | amo        | amas        | ama         | amamos      | amáis       | aman        |
| comer, индикатив        | como       | comes       | come        | comemos     | coméis      | comen       |
| comer, конъюнктив       | coma       | comas       | coma        | comamos     | comáis      | coman       |

Понятию конверсии близки трансляция в терминологии Люсьена Теньера («Сущность трансляции состоит в том, что она переводит полнозначные слова из одной грамматической категории в другую, то есть превращает один класс слов в другой»), синтаксическая деривация в терминологии Ежи Куриловича и др.